# Absolut Warhola
Absolut Warhola este un film documentar germano-polonez, realizat în 2001 de Stanislaw Mucha, despre familia extinsă a lui Andy Warhol, care locuiește în partea rurală a Slovaciei, de unde artistul pop fusese originar.

## Prezentarea filmului
Filmul urmărește realizatorii filmului călătorind prin partea de est a Slovaciei pentru a intervevia rudele lui Andy Warhol, care sunt etnic ruteni și locuiesc în Miková, lângă granița cu Polonia. Realizatorii au vizitat, de asemenea, și Muzeul de artă modernă Andy Warhol din Medzilaborce. Din păcate, muzeul se prezintă într-o stare jalnică de finanțare întrucât atât directorul muzeului cât și personalul muzeului solicită donații în mod deschis.
Situația de a locui într-o zonă nedezvoltată a Slovaciei rurale, înainte de aderarea țării la Comunitatea Europeană, este de asemenea prezentată. Filmul prezintă și câteva din rudele îndepărtate ale lui Warhol criticând deschis orietarea sexuală a rudei lor, precum și afilațiile corespunzătoare. Un om, care a fost interveviat, presupune că Valerie Solanas, una din feministele radicale ale anilor 1960 și cea care a încercat să-l asasineze pe Warhol, ar fi fost de fapt una din amantele sale, ulteriror refuzate.